# Branchinella longirostris
Branchinella longirostris är en kräftdjursart som beskrevs av Wolf 1911. Branchinella longirostris ingår i släktet Branchinella och familjen Thamnocephalidae. Inga underarter finns listade.